# El Espadañal
El Espadañal es un humedal situado en término municipal de Cuéllar (Segovia), en la comunidad autónoma de Castilla y León, por lo que se halla encuadrado al norte de la Tierra de Pinares, entre las sierras del Sistema Central y la cuenca del río Duero.
Recibe su nombre de las typhas, conocidas coloquialmente como espadañas, que junto a juncos y carrizos componen la vegetación que aflora en sus orillas. Se trata de un humedal recuperado que acoge en una gran superficie de agua gran variedad de flora y fauna, destacando la creciente población de anátidas, por lo que constituye un buen observatorio de aves.

## Descripción
Se encuentra situado a unos seis km de Cuéllar y en término municipal del mismo, en la ribera del río Cerquilla y a los pies del pinar. Forma parte del denominado Prado Vega, en el que también se integra el Campo de Golf de Cuéllar.
Llegó a tener una extensión de 150 hectáreas, pero en los años 1960 fue desecado por el Instituto Nacional de Colonización, desviando las aguas del arroyo que le surtía, el arroyo Pradillos, mediante un cauce artificial y canalizando las aguas de lluvia y de los manantiales; tras ello, se transformó en un secarral y desapareció la flora y fauna existente, hasta que fue recuperado a finales del siglo XX. El espacio se conforma de 43 hectáreas, en las que se han llegado a catalogar más de 100 especies de avifauna, y más de 150 taxones botánicos, tres de ellos protegidos en la categoría de atención preferente.
En esta extensión de agua se puede encontrar en la más variada fauna de la comarca: aves migratorias, anfibios, cangrejos y diversidad de peces que remontan el río Cerquilla. Destacan rapaces de especial belleza como el aguilucho pálido, la cigüeña negra, la canastera común, el cormorán o el ansar, y otras aves como la cerceta común, el martinete, el ánade real, las garzas real e imperial o el porrón común, entre otras.